# Diocesi di Wilcannia-Forbes

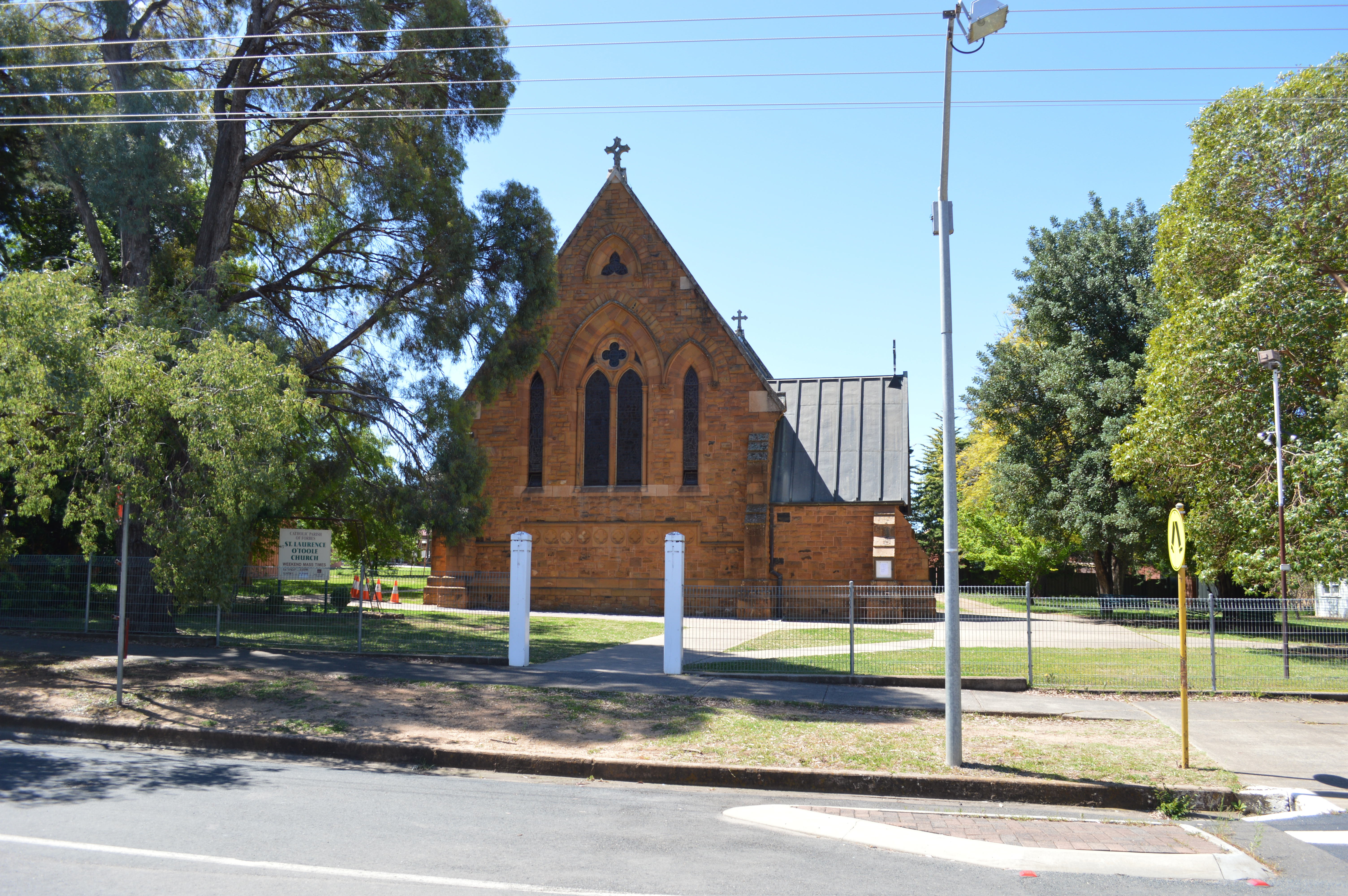
La parrocchia di San Lorenzo O'Toole di Forbes.

La diocesi di Wilcannia-Forbes (in latino Dioecesis Vilcanniensis-Forbesina) è una sede della Chiesa cattolica in Australia suffraganea dell'arcidiocesi di Sydney. Nel 2022 contava 37.000 battezzati su 122.000 abitanti. È retta dal vescovo Columba Macbeth Green, O.S.P.P.E.

## Territorio
La diocesi comprende l'outback australiano del Nuovo Galles del Sud, e si estende per poco più della metà dello stato, nella sua parte centro-occidentale.
Sede vescovile è la città di Forbes. A Broken Hill sorge la cattedrale del Sacro Cuore di Gesù.
Il territorio, che copre una superficie pari a 414.398 km², ossia più dell'intero stato italiano, è suddiviso in 24 parrocchie.

## Storia
La diocesi di Wilcannia fu eretta il 10 maggio 1887 con il breve Ex debito pastoralis di papa Leone XIII, ricavandone il territorio dalle diocesi di Armidale e di Bathurst.
Il 28 luglio 1917 la diocesi ha assunto il nome attuale in forza del breve Cum ex Apostolico di papa Benedetto XVI. Contestualmente ampliò il proprio territorio con 6 distretti parrocchiali sottratti alla diocesi di Bathurst: Forbes, Condobolin, Parkes, Peak Hill, Narromine e Warren. Lo stesso breve stabiliva la doppia residenza del vescovo, che doveva risiedere per 6 mesi all'anno a Forbes e per 6 mesi a Broken Hill.
Il 6 settembre 1950, con la lettera apostolica Gravis saeculi, papa Pio XII ha proclamato la Beata Maria Vergine del Perpetuo Soccorso patrona principale della diocesi.

## Cronotassi dei vescovi
Si omettono i periodi di sede vacante non superiori ai 2 anni o non storicamente accertati.
- John Dunne † (13 maggio 1887 - 29 dicembre 1916 deceduto)
- William Hayden † (13 marzo 1918 - 11 febbraio 1930 nominato arcivescovo di Hobart)
- Thomas Martin Fox † (9 giugno 1931 - 10 luglio 1967 deceduto)
- Douglas Joseph Warren † (26 settembre 1967 - 30 marzo 1994 ritirato)
- Barry Francis Collins † (30 marzo 1994 - 15 novembre 2000 deceduto)
- Christopher Henry Toohey (9 luglio 2001 - 9 giugno 2009 dimesso)
  - Sede vacante (2009-2014)
- Columba Macbeth Green, O.S.P.P.E., dal 12 aprile 2014

## Statistiche
La diocesi nel 2022 su una popolazione di 122.000 persone contava 37.000 battezzati, corrispondenti al 30,3% del totale.
| anno | popolazione | popolazione | popolazione | presbiteri | presbiteri | presbiteri | presbiteri                | diaconi | religiosi | religiosi | parrocchie |
| anno | battezzati  | totale      | %           | numero     | secolari   | regolari   | battezzati per presbitero | diaconi | uomini    | donne     | parrocchie |
| ---- | ----------- | ----------- | ----------- | ---------- | ---------- | ---------- | ------------------------- | ------- | --------- | --------- | ---------- |
| 1950 | 20.720      | 97.005      | 21,4        | 44         | 43         | 1          | 470                       |         | 17        | 232       | 21         |
| 1966 | 29.000      | 100.000     | 29,0        | 46         | 44         | 2          | 630                       |         | 16        | 163       | 24         |
| 1970 | 37.500      | 100.000     | 37,5        | 46         | 44         | 2          | 815                       |         | 21        | 191       | 24         |
| 1980 | 34.900      | 130.500     | 26,7        | 35         | 33         | 2          | 997                       |         | 21        | 129       | 24         |
| 1990 | 36.700      | 138.000     | 26,6        | 32         | 32         |            | 1.146                     |         | 10        | 59        | 20         |
| 1999 | 36.804      | 121.816     | 30,2        | 23         | 21         | 2          | 1.600                     |         | 14        | 58        | 21         |
| 2000 | 36.804      | 121.816     | 30,2        | 25         | 23         | 2          | 1.472                     |         | 15        | 57        | 20         |
| 2001 | 36.801      | 121.816     | 30,2        | 21         | 18         | 3          | 1.752                     |         | 15        | 57        | 20         |
| 2002 | 36.001      | 112.008     | 32,1        | 24         | 19         | 5          | 1.500                     |         | 18        | 48        | 16         |
| 2003 | 36.801      | 122.008     | 30,2        | 21         | 17         | 4          | 1.752                     |         | 16        | 49        | 20         |
| 2004 | 35.904      | 118.257     | 30,4        | 23         | 18         | 5          | 1.561                     |         | 18        | 42        | 20         |
| 2010 | 34.000      | 111.300     | 30,5        | 21         | 16         | 5          | 1.619                     |         | 10        | 33        | 20         |
| 2013 | 35.700      | 118.900     | 30,0        | 18         | 13         | 5          | 1.983                     |         | 9         | 31        | 20         |
| 2014 | 36.400      | 121.100     | 30,1        | 17         | 11         | 6          | 2.141                     |         | 10        | 30        | 20         |
| 2017 | 38.000      | 126.300     | 30,1        | 15         | 9          | 6          | 2.533                     |         | 11        | 24        | 20         |
| 2020 | 35.904      | 118.257     | 30,4        | 15         | 11         | 4          | 2.393                     |         | 9         | 26        | 23         |
| 2022 | 37.000      | 122.000     | 30,3        | 17         | 15         | 2          | 2.176                     |         | 2         | 8         | 24         |